# Marc Storace
Marc Storace (* 7. Oktober 1951 in Sliema, Malta) ist ein maltesisch-schweizerischer Rocksänger und Songwriter. Seine Musikerkarriere begann in den 1960er Jahren. Bevor er 1980 Frontmann und Songwriter der Schweizer Hardrock-Band Krokus wurde, sang er bei den Schweizer Progressive-Rockern TEA und anderen Bands in seiner ursprünglichen Heimat Malta. Er war auch Solo-Artist, in Duetten, ist tätig in akustischen Projekten und als Gast-Sänger in vielen Bands und Projekten. Er komponierte auch Filmmusik für verschiedene schweizerisch-deutsche Filme.

## Leben

### Jugend
Marc Storace wurde am 7. Oktober 1951 als Sohn von Anthony Storace und Edna Crockford in Sliema auf der Mittelmeerinsel Malta geboren. Seine ersten Live-Auftritte hatte er im Alter von 14 Jahren mit zwei lokalen Bands, der Stonehenge-Union und The Boys. In den späten 1960er-Jahren änderten The Boys ihren Namen in Cinnamon Hades und coverten Hard-Rock-Acts wie Led Zeppelin, Jimi Hendrix und The Who.
Im Jahr 1970 zog Storace nach London, in der Hoffnung, eine Karriere als Sänger machen zu können.

### Karriere
Ende 1971 trat Storace der Schweizer Hard-Rock-Band TEA bei. Mit TEA entstanden Europa Tourneen, unter anderem mit Queen und Nazareth. TEA veröffentlichte drei Alben: TEA, The Ship und Tax Exile. Alle wurden von Dieter Dierks in seinem Studio bei Köln produziert, der zu der Zeit auch für die Scorpions arbeitete. Für eine Weile wurden TEA in Hamburg, London oder Glasgow als schweizerisches Rock-Flaggschiff bekannt. Storace kehrte nach England zurück und gründete eine Band namens Eazy Money. Ihr Song „Telephone Man“ war auf einer Compilation namens Metal for Muthas Vol. 2 enthalten. Kurz danach, im Jahr 1979, trat die Band Krokus mit ihm in Kontakt, weil sie auf der Suche nach einem neuen Sänger war, und lud ihn zu einem Wochenend-Jam in die Schweiz ein. Nach diesem Treffen wurde er in die Band Krokus als Sänger aufgenommen. 1980 gab Storace sein Krokus-Debüt auf dem Album Metal Rendez-Vous.

#### 1980–1988
Im Jahr 1980 nahm Marc Storace mit Krokus sein erstes Album, Metal Rendez-Vous, auf und Ariola-Schweiz veröffentlichte es. Es war der erste Hit von Krokus, das Album schaffte es insgesamt auf 4 × Platin-Platten. In den folgenden Monaten wurde Storaces Gesang, wegen seiner Fähigkeiten die hohen Oktaven mit einem bluesigen / souligen Gefühl zu beherrschen, oft mit Bon Scott (AC/DC) verglichen und gar verwechselt. Tatsächlich kam er nach Scotts tragischem Tod im Februar 1980 als dessen Nachfolger ins Gespräch, entschied sich aber dafür, Krokus die Treue zu halten. Von 1980 bis 1988 tourte Krokus ausgiebig durch die Vereinigten Staaten und Kanada. Die Touren dauerten bis zu neun Monaten und parallel entstanden weitere sechs Studio-Alben (u. a. Hardware, One Vice at a Time, Headhunter, The Blitz). Diese intensive Periode mit vielen Reisen, Aufzeichnungen, Exzessen und Line-up-Wechseln setzte der Band mächtig zu, weshalb ab Ende 1985 ein schleichender Abstieg begann. Storace verließ 1988 (zusammen mit Fernando von Arb) nach missglückter Wiedervereinigung mit Chris von Rohr die Heart-Attack-Tour und die Band.

#### 1994 bis heute
Im Jahr 1994 versöhnte sich Marc mit Ex-Krokus-Leadgitarrist Fernando von Arb und sie gründeten Krokus neu. Eine „Reunion Tour“ folgte. Wegen des Erfolges brachten sie 1995 ein weiteres Studioalbum, To Rock or Not to Be, heraus. Obwohl dieses Album nicht so erfolgreich wie die Vorgänger war, brachte es die Band wieder zusammen. Dann begann die Europatournee wieder mit Storace als Frontmann. Anschließend 1996 verließ er Krokus erneut für sechs Jahre.
Erst 2002 kehrte er ins Line-up zurück und Krokus startete nach der Veröffentlichung des 14. Studioalbums Rock The Block 2003 wieder eine Europatournee. Die Scheibe veröffentlichten sie im Frühjahr 2004 auf dem US-Markt und gaben schließlich im September 2005 ihr Tour-Comeback in den USA.
Die folgende USA-Club-Tournee mit 22 Daten schweißte die Band mit Ex-Krokus-Mitglied Mandy Meyer zusammen. Mandy war schon 1982 auf der Hardware-Welttournee dabei. Er ersetzte damals Tommy Kiefer (Metal Rendez-Vous) an der Leadgitarre. Fernando Von Arb verließ Krokus aus gesundheitlichen Gründen.
Im Juli 2007 wurden Gerüchte über einen erneuten Zusammenschluss und die endgültige Aussöhnung von Krokus mit Chris von Rohr laut. Im November 2007 trat ein Ur-Line-up von Krokus mit Chris von Rohr, Fernando von Arb, Freddy Steady und Marc Storace am Mik in der TV-Show Die Grössten Schweizer Hits des Schweizer Fernsehens auf. Im Februar 2008 gab Krokus definitiv seine Reunion in dieser Ur-Formation zusammen mit Gitarrist Mark Kohler (bereits im Line-up 1982–1988, 1994–1996, 2008) bekannt. Kenny Aronoff und Kosta Zafirou ersetzten Freddy Steady am Schlagzeug für die Alben Hoodoo und Dirty Dynamite. Gründungsmitglied und Bassist Chris Von Rohr produzierte beide. Als Engineer holte die Band Dennis Ward. Dennis produzierte schon im Jahr 2006 das Hellraiser-Album. Im Jahr 2013 stieg Schlagzeuger Flavio Mezzodi für die Dirty Dynamite ein.

## Projekte
Im Frühjahr 1989 kehrte Marc Storace in die Schweiz zurück und schrieb Lieder für sein erstes Solo-Projekt, The Blue Album. Es war von Pop- und Rock-Musik beeinflusst und wurde 1991 von der kurzlebigen Plattenfirma Eurostar veröffentlicht. Es wurde 1998 wiederveröffentlicht unter dem Namen Vergeat-Storace (Vic Vergeat war Marc Storaces Gitarrist). 2008 wirkte er am Album Here We Are von Mad Max zu deren 25-Jahre-Band-Jubiläum mit. 2020 nahm er an der ersten Staffel Sing meinen Song – Das Schweizer Tauschkonzert teil.

## Alben

### Krokus
| Titel                                                 | Jahr |
| ----------------------------------------------------- | ---- |
| Metal Rendez-Vous                                     | 1980 |
| Hardware                                              | 1981 |
| One Vice at a Time                                    | 1982 |
| Headhunter                                            | 1983 |
| The Blitz                                             | 1984 |
| Change of Address                                     | 1986 |
| Alive and Screamin’                                   | 1987 |
| Heart Attack                                          | 1988 |
| To Rock or Not to Be                                  | 1995 |
| Rock the Block                                        | 2003 |
| Fire and Gasoline (Spontaneously Combustible) – Live! | 2004 |
| Hellraiser                                            | 2006 |
| Hoodoo                                                | 2010 |
| Dirty Dynamite                                        | 2013 |
| Big Rocks                                             | 2017 |

### Weitere Alben
| Musiker/Band           | Album                                                                          | Jahr |
| ---------------------- | ------------------------------------------------------------------------------ | ---- |
| TEA                    | TEA                                                                            | 1974 |
| TEA                    | The Ship                                                                       | 1975 |
| TEA                    | Tax Exile                                                                      | 1976 |
| Marc Storace           | Blue (1998 als Vergeat/Storace mit dem Titel When a Man… wiederveröffentlicht) | 1991 |
| Manfred Ehlert’s Amen  | Manfred Ehlert’s Amen                                                          | 1994 |
| Manfred Ehlert’s Amen  | Aguilar                                                                        | 1996 |
| Marc Storace and China | Alive                                                                          | 2000 |
| D/C World              | D/C World                                                                      | 2000 |
| Warrior                | The Wars of Gods and Men                                                       | 2004 |
| Biss                   | Face-Off                                                                       | 2005 |
| Biss                   | X-tension                                                                      | 2006 |

### Kleinere Nebenprojekte
| Musiker/Band                       | Album                                             | Jahr |
| ---------------------------------- | ------------------------------------------------- | ---- |
| Ain’t Dead Yet                     | Read Your Mind (als Backgroundsänger)             | 1995 |
| Raphael Haslinger and Marc Storace | One World (Single)                                | 2001 |
| Marc Storace and Raphael Haslinger | Di Schönschte Schwiizer Duett („Love Me as I Am“) | 2005 |
| Mad Max                            | Here We Are („High on Wheels“)                    | 2008 |